# Friedrich Ritter von Bogendörfer
Friedrich Bogendörfer, ab 1918 Ritter von Bogendörfer (* 5. Mai 1869 in Büttelbronn; † 4. Januar 1945 in Nürnberg), war ein deutscher Generalmajor im Zweiten Weltkrieg.

## Leben

### Familie
Er war der Sohn des Lehrers Georg Bogendörfer und dessen Ehefrau Rosina, geborene Bacher. Bogendörfer heiratete Elisabeth Gunzelmann am 10. April 1898. Aus der Ehe gingen zwei Söhne und eine Tochter hervor.

### Militärkarriere
Bogendörfer trat am 1. Oktober 1887 als Fahnenjunker in das 6. Infanterie-Regiment „Kaiser Wilhelm, König von Preußen“ der Bayerischen Armee in Amberg ein. Dort erfolgte am 13. April 1888 seine Ernennung zum Fähnrich sowie am 12. Dezember 1889 seine Beförderung zum Sekondeleutnant. Vom 1. Mai 1895 bis zum 1. Oktober 1900 fungierte Bogendörfer als Regimentsadjutant und war in der Zwischenzeit am 7. November 1896 Oberleutnant geworden. Zeitgleich mit der Beförderung zum Hauptmann am 28. Oktober 1904 erfolgte seine Ernennung zum Kompaniechef in seinem Regiment. Vom 14. April bis 18. Mai 1907 war Bogendörfer an die Militär-Schießschule Lechfeld kommandiert. Als Major (ab 7. März 1912) versetzt man ihn am 1. Oktober 1913 in den Regimentsstab.
Mit Ausbruch des Ersten Weltkriegs übernahm Bogendörfer als Kommandeur das III. Bataillon des Reserve-Infanterie-Regiments 14. Er kämpfte zunächst in den Vogesen sowie vor Nancy-Épinal, bevor das Regiment in den mittleren Vogesen in den Stellungskrieg überging. Vom 30. März bis 1. Juli 1916 war er kurzzeitig Führer des Rekruten-Depots Wisch und im Anschluss daran wieder Kommandeur des III. Bataillons. Es folgte am 16. Oktober 1916 die Ernennung zum Kommandeur des 26. Infanterie-Regiments, das er in Rumänien und später an der Westfront führte. Zugleich war er vom 4. September bis zum 9. Oktober 1917 stellvertretender Kommandeur der 22. Infanterie-Brigade. Bereits am 17. April 1917 hatte man ihn zum Oberstleutnant befördert.
In Würdigung seiner Verdienste wurde er am 28. September 1918 mit dem Ritterkreuz des Militär-Max-Joseph-Ordens beliehen und durfte sich aufgrund der damit verbundenen Erhebung in den persönlichen Adel ab diesem Zeitpunkt Ritter von Bogendörfer nennen. Wilhelm II. verlieh ihm am 8. November 1918 den Orden Pour le Mérite. Außerdem war Bogendörfer Inhaber beider Klassen des Eisernen Kreuzes, des Ritterkreuzes des Königlichen Hausordens von Hohenzollern mit Schwertern sowie des Militärverdienstordens III. Klasse mit Schwertern.
Nach Kriegsende wurde Bogendöfer ab 12. Dezember 1918 zunächst zur Verfügung des Kriegsministeriums gestellt und am 24. Januar 1919 zum Kommandeur des 17. Infanterie-Regiment „Orff“ ernannt. Nach der Demobilisierung des Regiments kam Bogendörfer zur Bahnhofskommandantur Donauwörth und kurzzeitig vom 20. April bis 12. Mai 1919 Führer eines Freikorps, mit dem er sich an der Niederschlagung der Münchner Räterepublik beteiligte. Anschließend wurde er in die Vorläufige Reichswehr übernommen und zum Kommandeur des Reichswehr-Infanterie-Regiments 45 in Würzburg ernannt. Im Zuge der weiteren Verringerung des Heeres schied Bogendörfer am 31. Dezember 1920 unter gleichzeitiger Beförderung zum Oberst aus dem aktiven Dienst.
Am 26. August 1939 wurde Bogendörfer zur Verfügung des Heeres gestellt und einen Tag später am 27. August, dem 25. Jahrestag der Schlacht bei Tannenberg, erhielt er den Charakter als Generalmajor verliehen. Mit dem Beginn des Zweiten Weltkriegs verblieb er zunächst ohne Verwendung. Ab 1. März 1940 war Bogendörfer bei der Oberfeldkommandantur 589 und erhielt dort am 1. November 1941 das Patent zu seinem Dienstgrad. Ende 1942 wurde sein Mobilmachungsbestimmung aufgehoben und Bogendörfer endgültig in den Ruhestand versetzt.
Bogendörfer war Ehrenmitglied der Offizierskameradschaft des Deutsch-Völkischen Offiziersbundes.